# ハグレイ公園
ハグレイ公園（Hagley Park）は、ニュージーランド南島、クライストチャーチ市にある公園。

## 概要
1855年、当時のカンタベリー州政府により設立された公立公園。クライストチャーチ市のほぼ中央部に位置し、165ヘクタールの広大な敷地を持つ。
公園はリカトン通りを境に北側と南側に分かれており、クライストチャーチの各種スポーツ競技施設として使用されている。公園の管理はクライストチャーチ市が所管しているが、公園内に設置されているゴルフクラブ、テニスクラブは独立運営のため有料制となっている。クライストチャーチ病院はカンタベリー地方保健局が所管している。
北側公園内には主要施設が集中しゴルフコース、テニスコート、サッカー場が設置されている。また、クライストチャーチ植物園、クライスト・カレッジ（私立中等学校）、クライストチャーチ病院が隣接している。
夏季には野外コンサートが開催され、およそ12万人の来場者が訪れるコンサート会場として使用される。
南側公園内にはネットボールコート、ラグビー競技場、サッカー競技場、クリケット競技場、ホッケー競技場などが設置されている。南側公園はヘリポートとしての機能を持ち、北側公園に位置するクライストチャーチ病院へ急病人を搬送するヘリコプターが着陸することがある。救急車搬入口、信号機も設置されている。
南側公園内の中央部、約4ヘクタールの敷地はクライスト・カレッジの運動場に指定されており、クライスト・カレッジ専用のクリケット競技場の他、馬術・ポロ用の馬を飼育する厩舎が設置されている（学校施設のため一般利用は不可）。運動場周辺では馬の横断や騎乗訓練がされるため「馬注意」の警告標識が設置されている。
公園内では希少鳥類の観測もされ、園内の樹木は全て保護樹木に指定されている。
1882年には大産業博覧会の会場となり、1906年-1907年にはニュージーランド国際博覧会の会場として使用された。

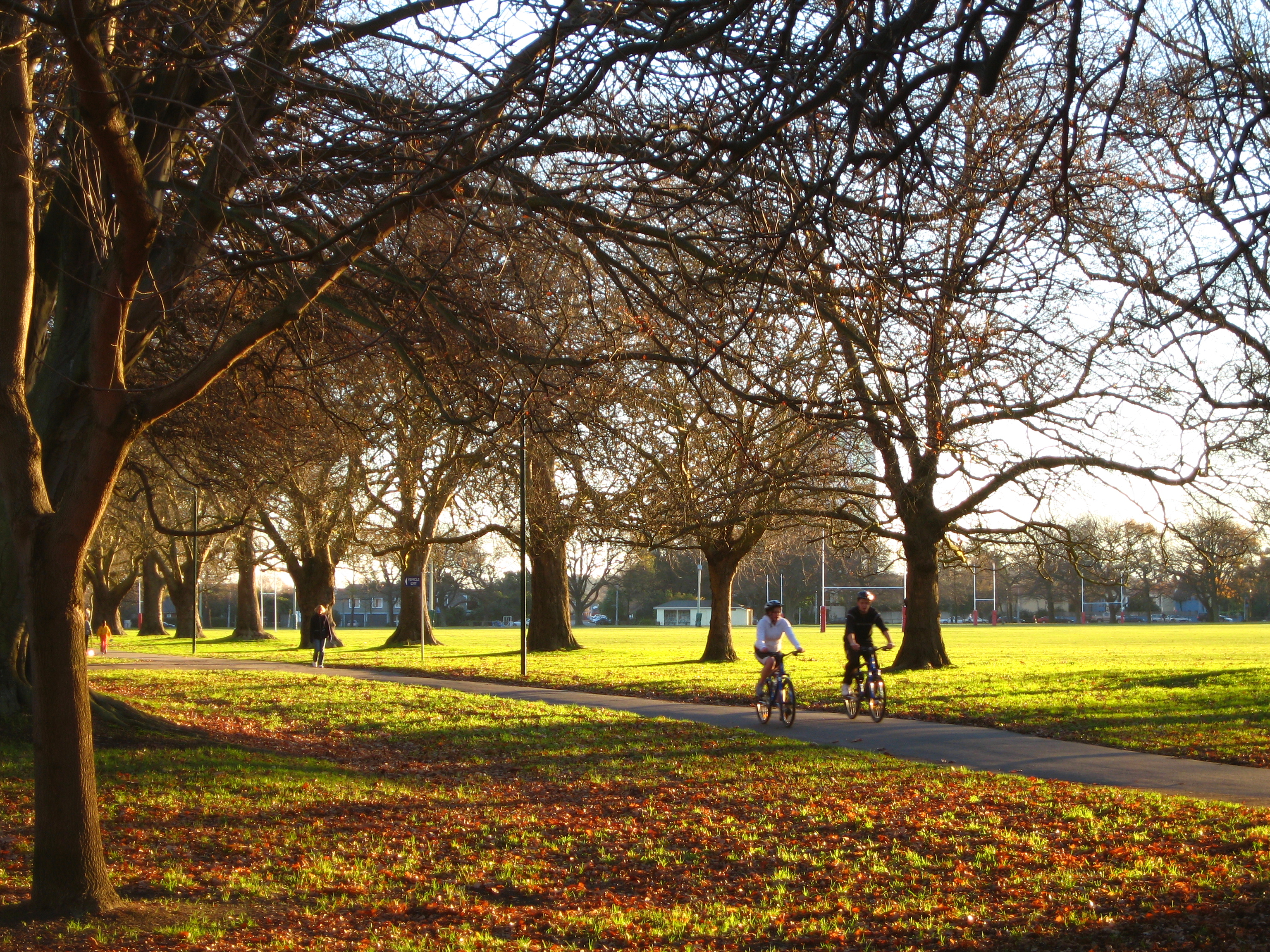
夕暮れ
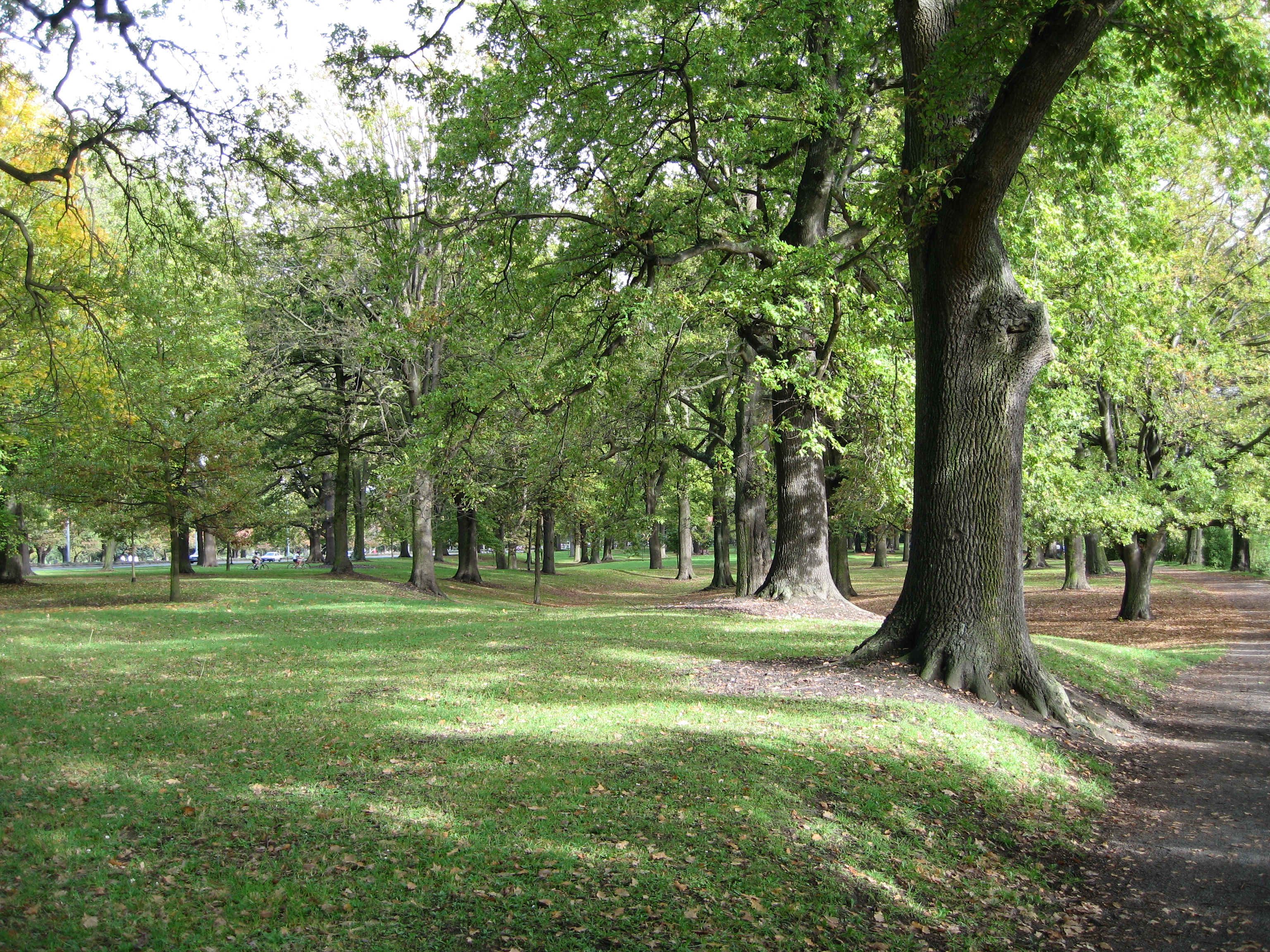
公園北部
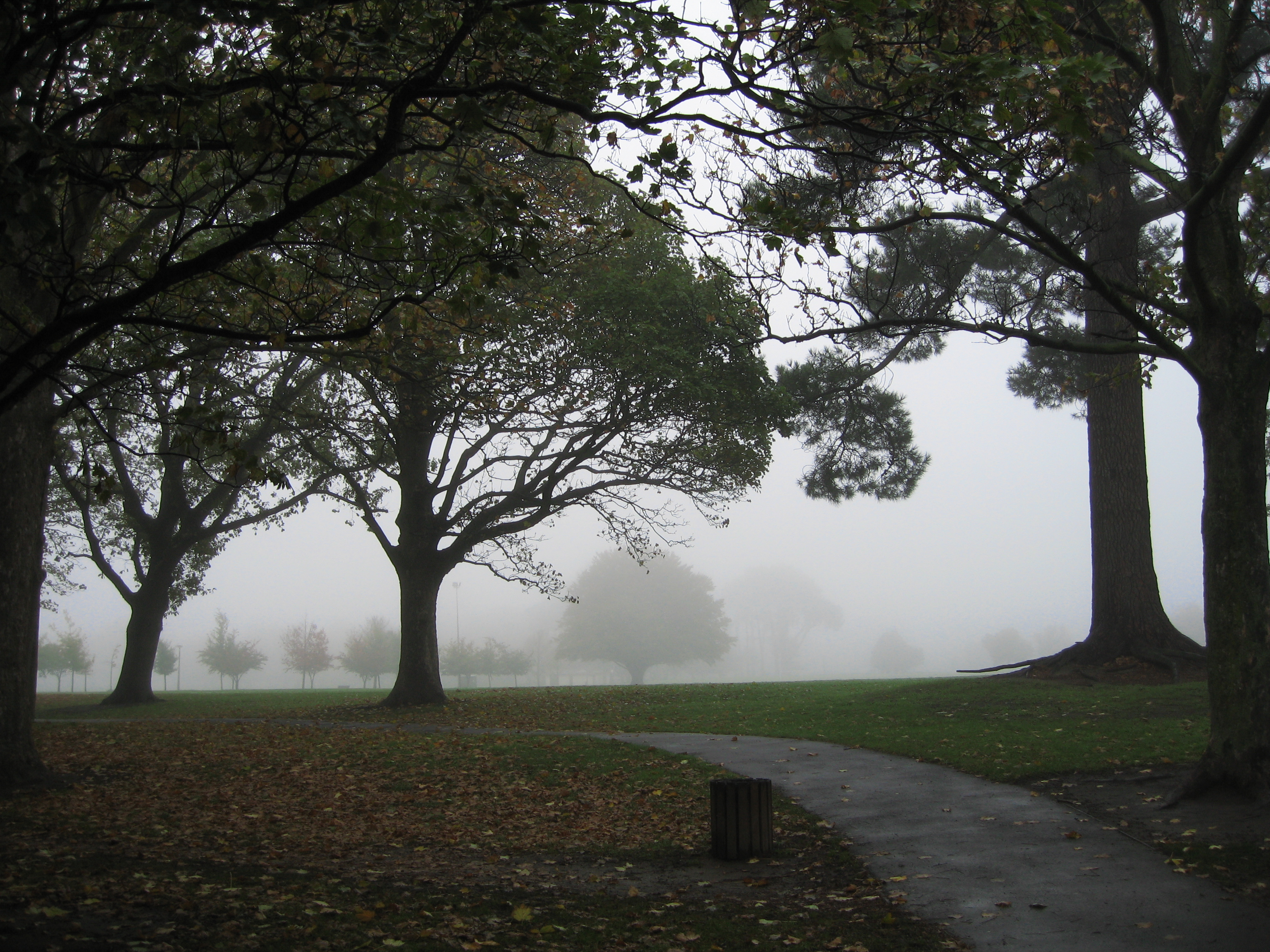
朝霧
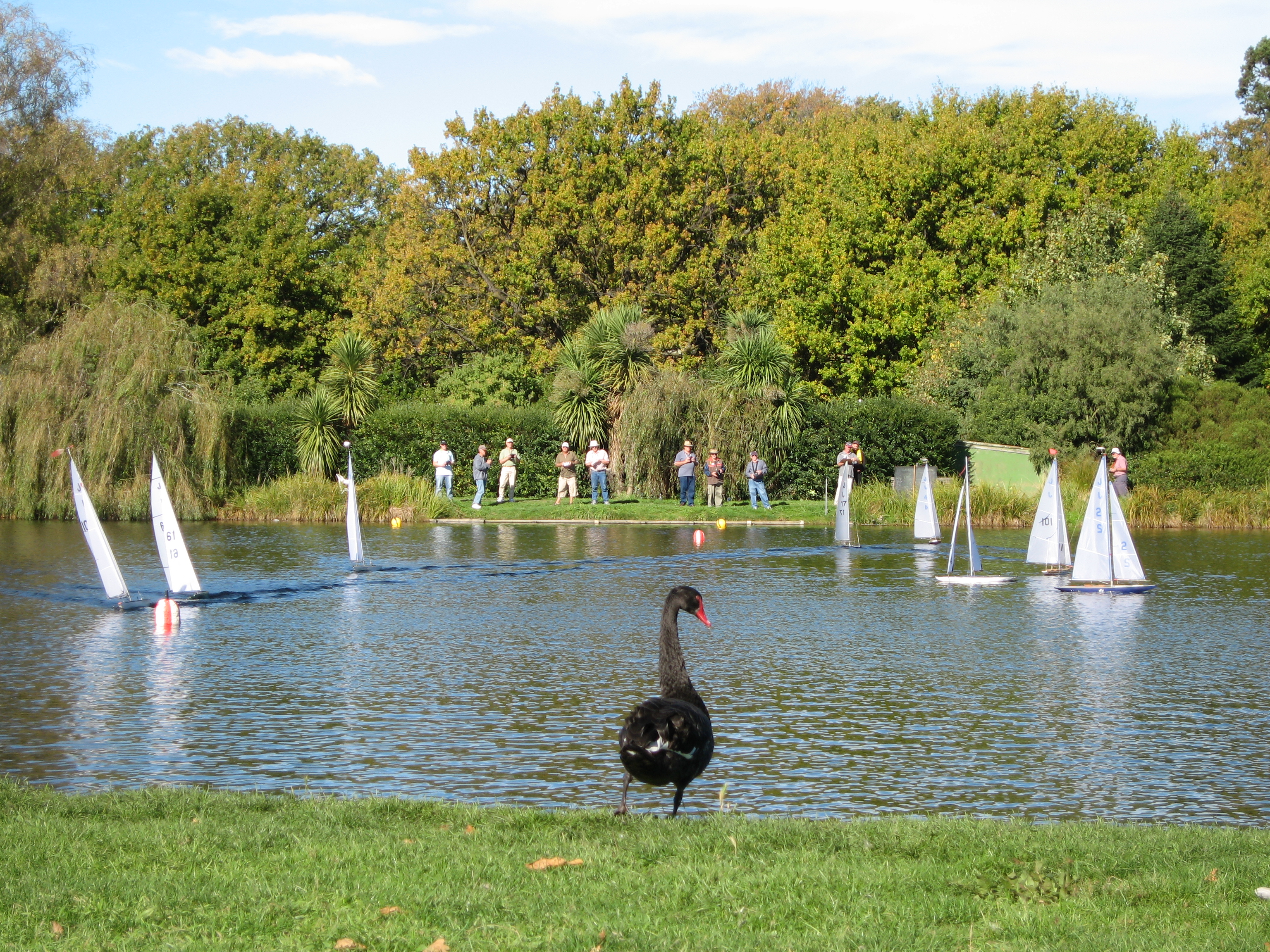
ビクトリア湖のコクチョウ
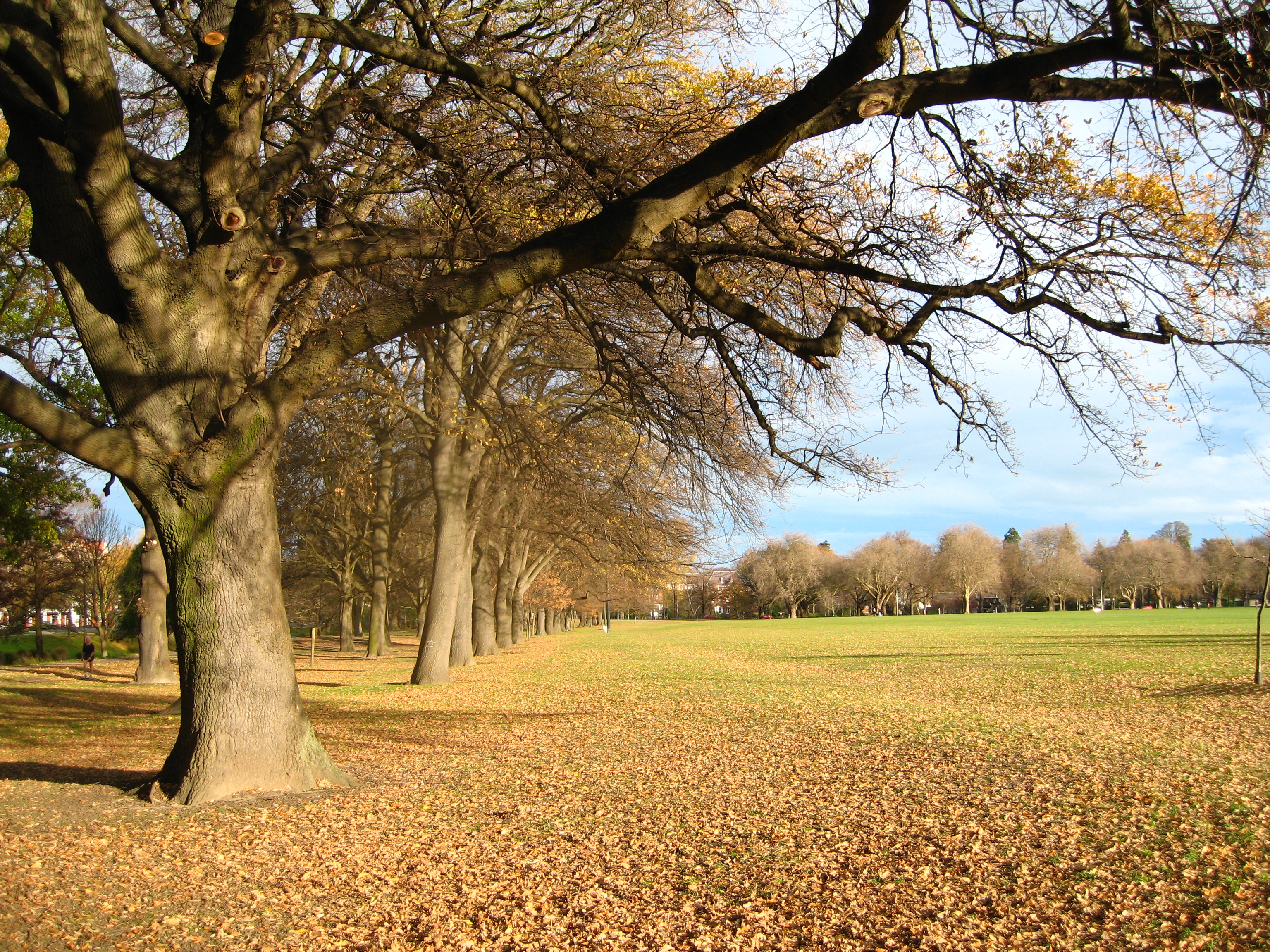
秋の紅葉